# Ylinenjoki
Ylinenjoki är ett fjorton kilometer långt vattendrag i Övertorneå kommun, Norrbottens län (Norrbotten). Vattendraget har Torne älv som huvudavrinningsområde samt är drabbad av miljögifter och förändrade habitat.